# Lista de ex-empregados da WWE (A–C)
A WWE é uma promoção de luta livre profissional localizada em Stamford, Connecticut. Ex-empregados (com sobrenome de A–C) incluem lutadores, managers, comentaristas, locutores, repórteres, árbitros, treinadores, roteiristas, executivos e diretores.
Os empregados recebem contratos de desenvolvimentos a de décadas. Eles aparecem em programas de televisão da WWE, pay-per-views e eventos ao vivo. Outros, lutam nos territórios de desenvolvimento, hoje NXT, e já: Florida Championship Wrestling, Deep South Wrestling, Heartland Wrestling Association, International Wrestling Association, Memphis Championship Wrestling e Ohio Valley Wrestling.
Aqueles que realizaram aparições sem contratos e aqueles que foram demitidos mas estão empregados hoje não foram incluídos.

## Ex-empregados (A—C)

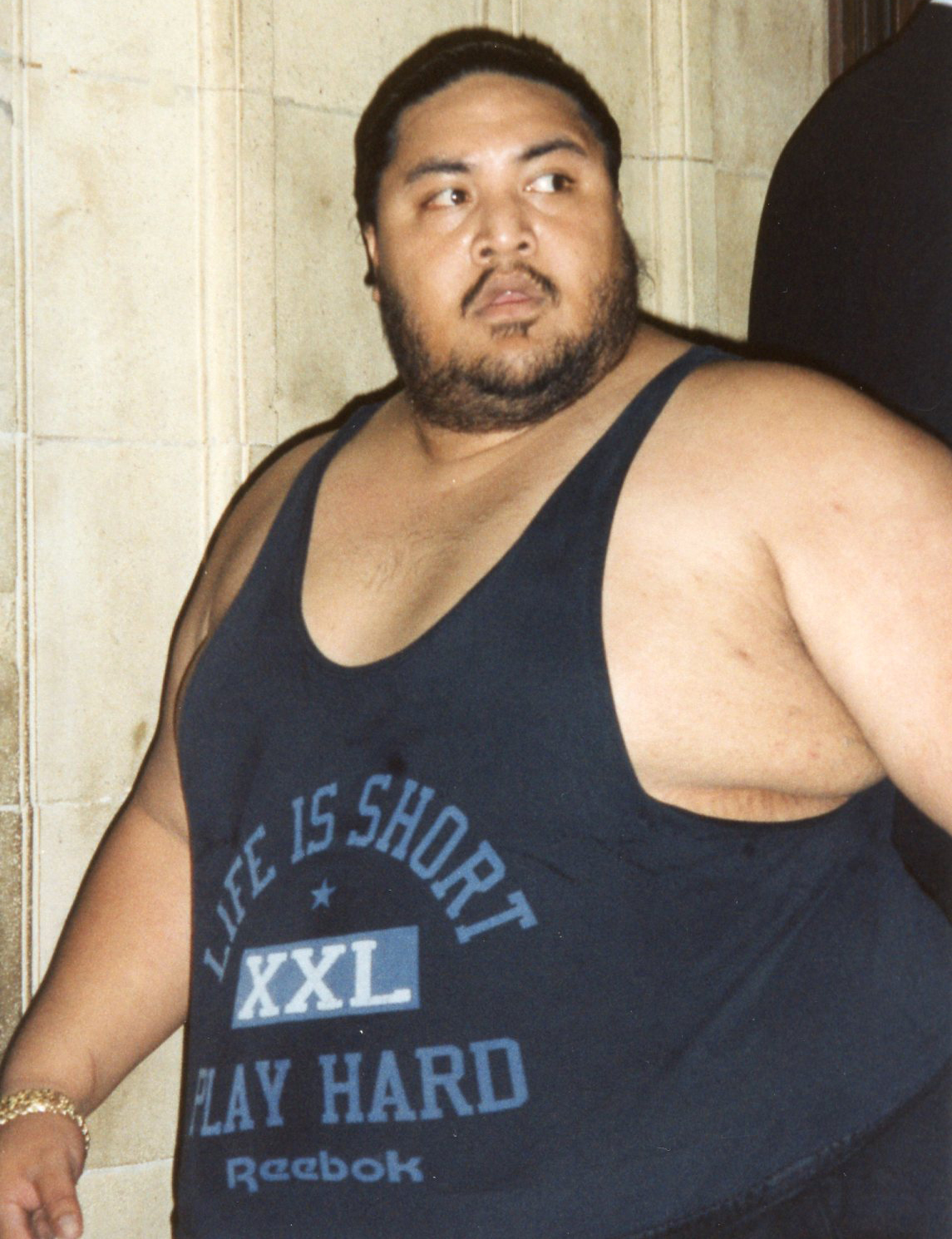
Rodney Anoa'i, melhor conhecido como Yokozuna, em Londres.

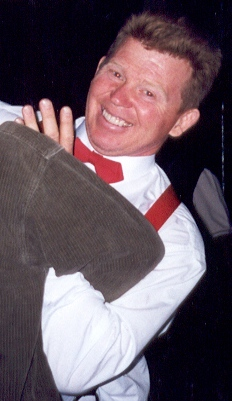
Bob Backlund posando com um fã em Detroit, Michigan.

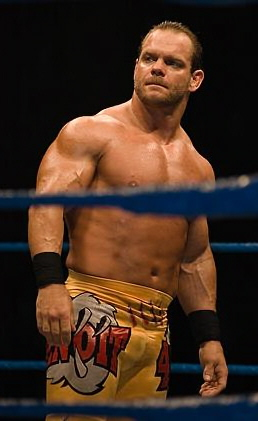
Chris Benoit em um evento na Tailândia.

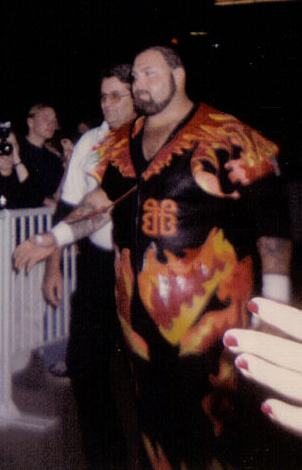
Scott Bigelow, mais conhecido como Bam Bam Bigelow, em um evento ao vivo.

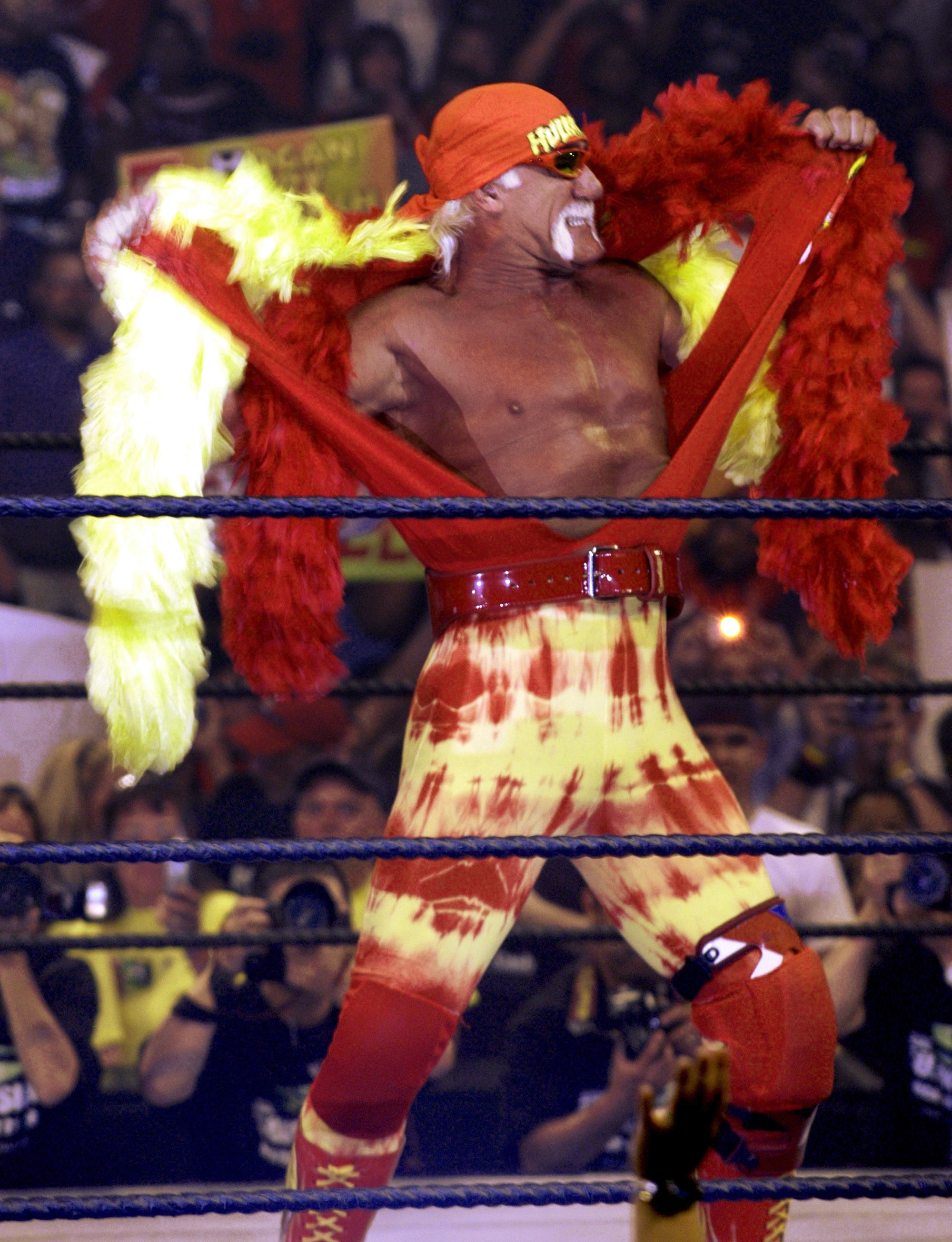
Membro do Hall da Fama Terry Bollea, mais conhecido como Hulk Hogan, posando para a platéia em Washington, D.C.

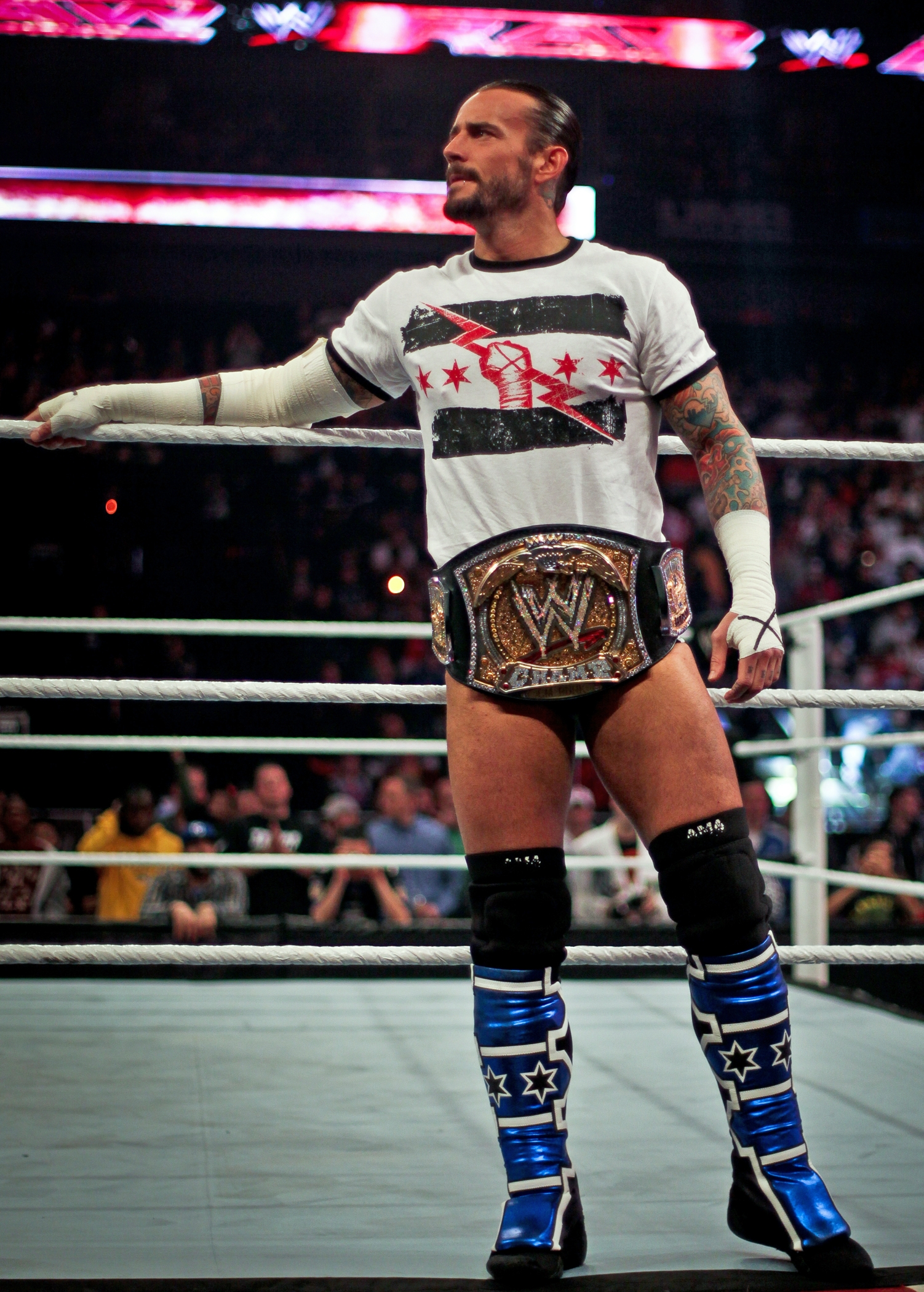
Phillip Brooks, melhor conhecido como CM Punk, durante seu segundo reinado como Campeão da WWE.

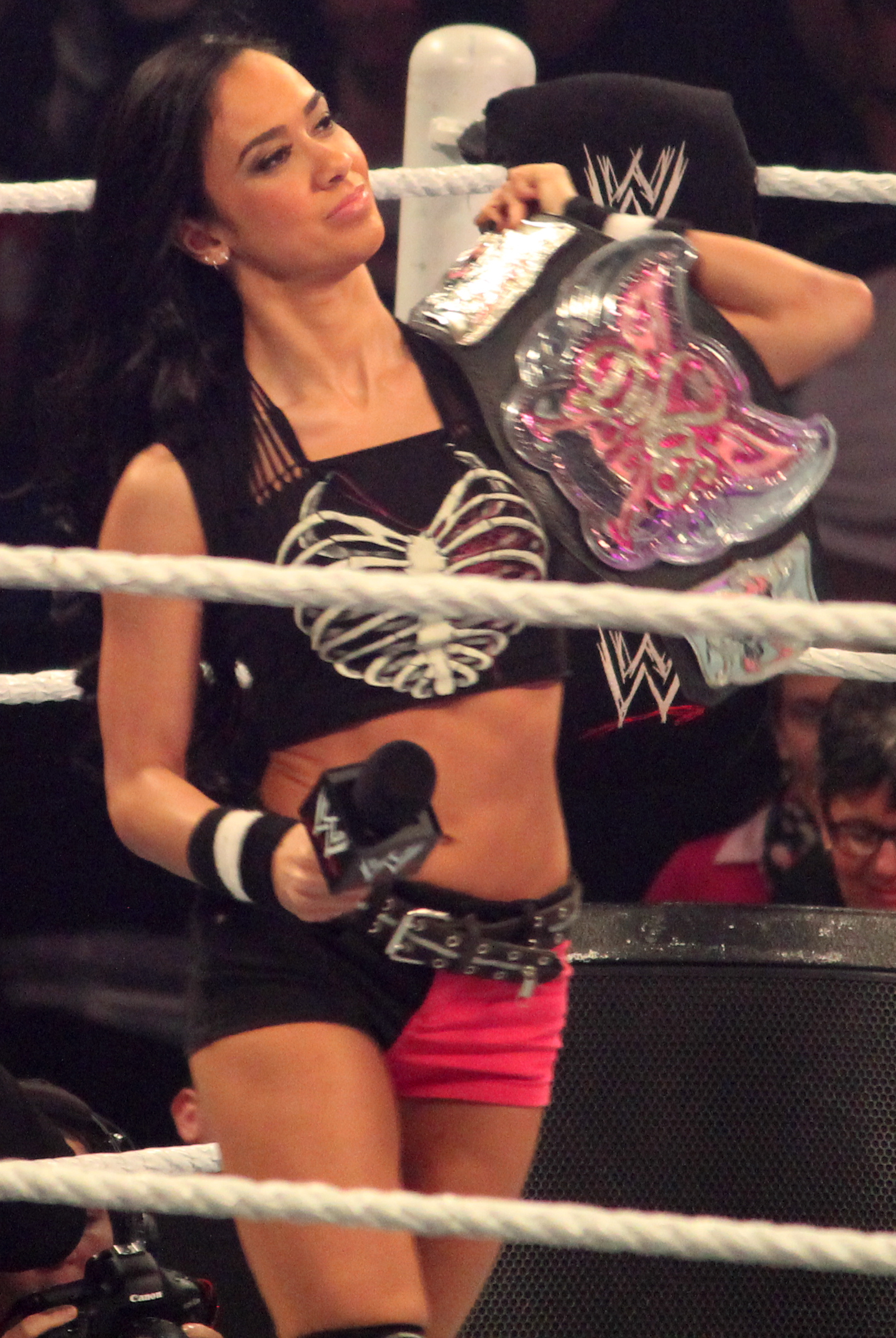
April Brooks, melhor conhecida como AJ Lee, como Campeã da Divas.

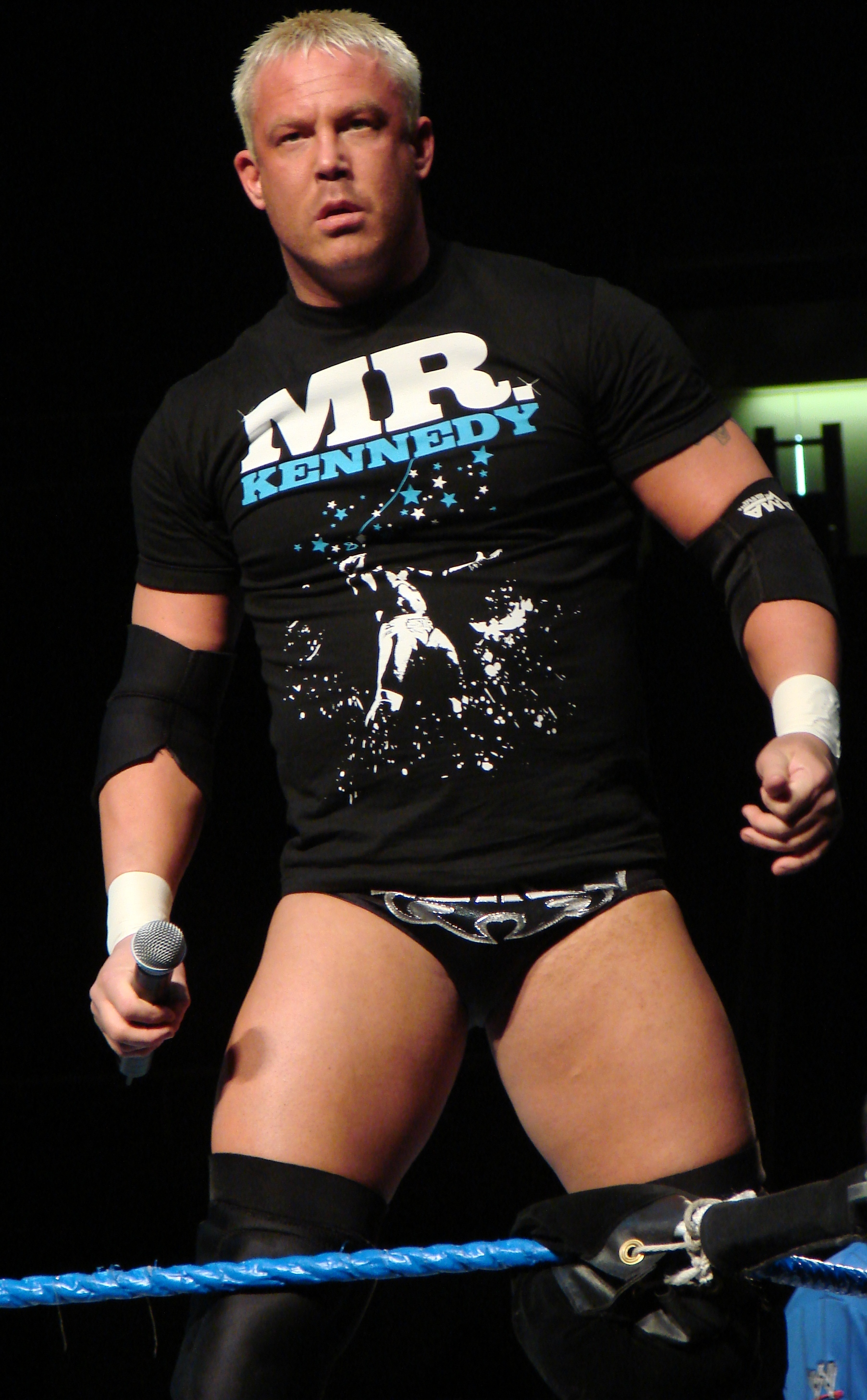
Ken Anderson, mais conhecido como Mr. Kennedy, em um evento ao vivo.

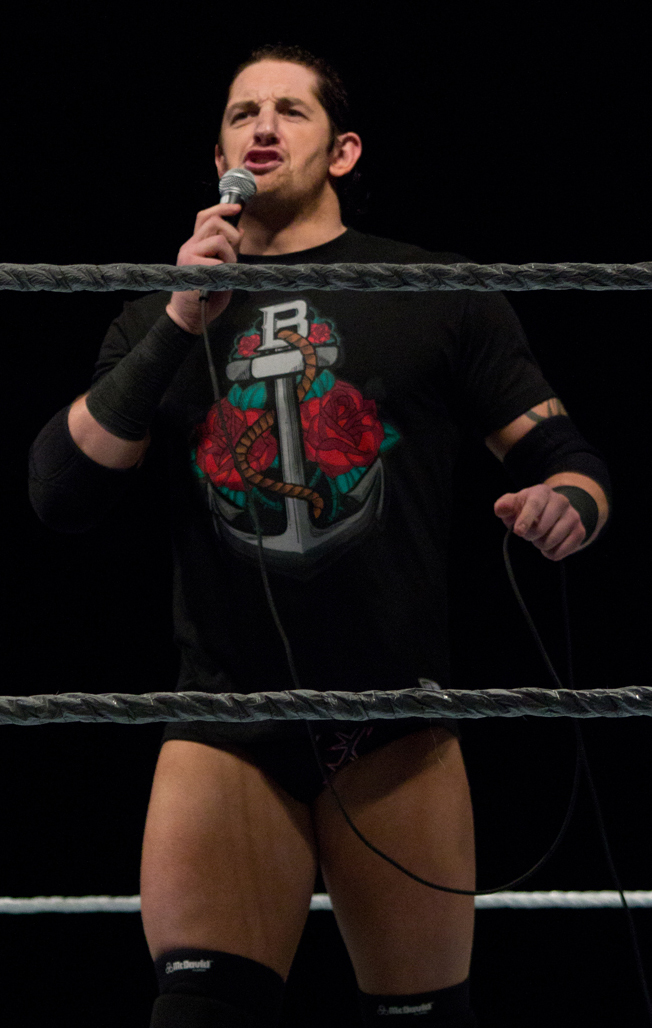
Stu Bennett, melhor conhecido como Wade Barrett em house show em 2013

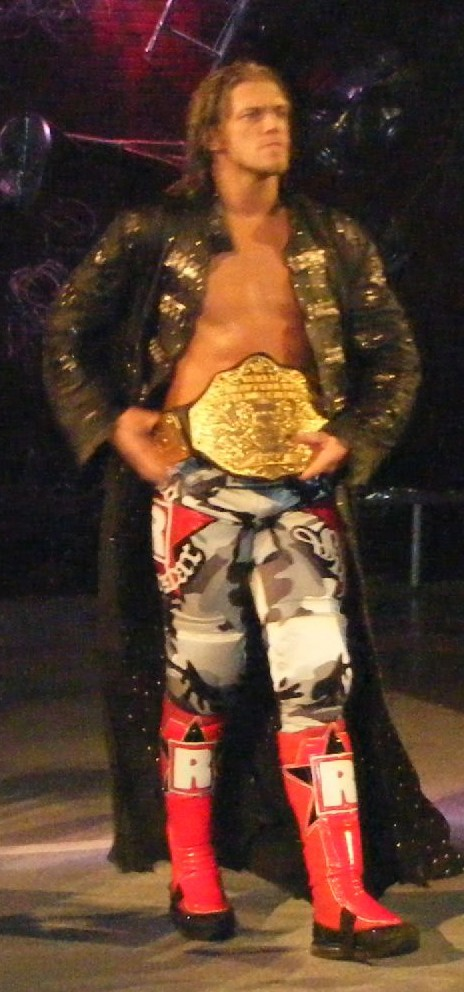
Adam Copeland, melhor conhecido como Edge, como Campeão Mundial de Pesos-Pesados.

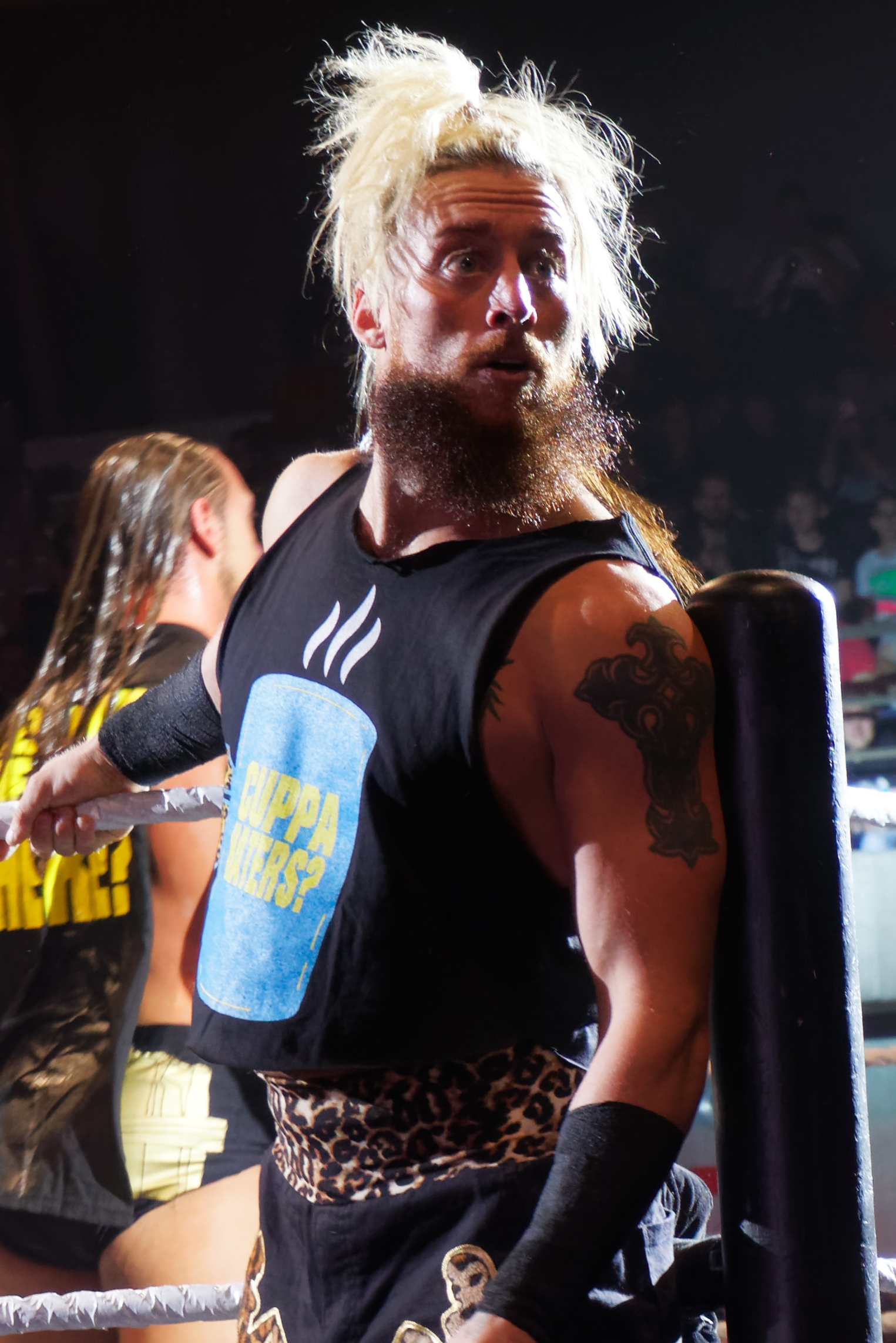
Eric Arndt, melhor conhecido como Enzo Amore, em maio de 2017.

| Nome:                 | Nome de ringue(s):                                   | Duração:                                          | Notas:                      |
| --------------------- | ---------------------------------------------------- | ------------------------------------------------- | --------------------------- |
| Mada Abdelhamid       | Mada                                                 | 2015-2017                                         | [ 3 ]                       |
| Michael Adamle        | Mike Adamle                                          | 2008–2009                                         | [ 4 ] [ 5 ]                 |
| Brian Adams †         | Brian Adams Crush Demolition Crush Kona Crush        | 1990–1995 1996–1997 2001                          | [ 6 ] [ 7 ] [ 8 ]           |
| Brooke Adams          | Brooke Brooke Adams                                  | 2006–2007                                         | [ 9 ] [ 10 ] [ 11 ] [ 12 ]  |
| Kerry Adkisson †      | Kerry Von Erich Texas Tornado                        | 1990–1992                                         | [ 13 ] [ 14 ] [ 15 ]        |
| Lacey Adkisson        | Lacey Von Erich                                      | 2007                                              | [ 16 ]                      |
| Aaron Aguilera        | Aaron Aguilera Conquistador Uno Jesús Jesús Aguilera | 2000 2004–2005                                    | [ 17 ] [ 18 ] [ 19 ]        |
| Louis Albano †        | "Captain" Lou Albano                                 | 1960–1961 1964 1967–1986 1994–1995                | [ 20 ] [ 21 ] [ 22 ] [ 23 ] |
| Achim Albrecht        | Brakkus                                              | 1996–1998                                         | [ 24 ]                      |
| Brent Albright        | Brent Albright Gunner Scott                          | 2004–2006                                         | [ 25 ] [ 26 ]               |
| Chad Allegra          | Karl Anderson                                        | 2016-2020                                         |                             |
| Michael Alfonso †     | Mike Awesome                                         | 2001–2002                                         | [ 27 ] [ 28 ] [ 29 ]        |
| Hazem Ali             | Armando Alejandro Estrada Armando Estrada            | 2005–2008 2010–2012                               | [ 30 ] [ 31 ] [ 32 ]        |
| Luis Alvirde          | Sin Cara Sin Cara Azul                               | 2010–2014                                         | [ 33 ] [ 34 ]               |
| Kenneth Anderson      | Ken Anderson Ken Kennedy Mr. Anderson Mr. Kennedy    | 2005–2009                                         | [ 35 ]                      |
| Ariane Andrew         | Cameron                                              | 2011–2016                                         | [ 36 ]                      |
| Eric Angle            | Eric Angle                                           | 2000–2003                                         | [ 37 ]                      |
| Afa Anoaʻi Jr.        | Manu                                                 | 2006–2009                                         | [ 38 ] [ 39 ]               |
| Arthur Anoaʻi, Sr.    | Afa                                                  | 1979–1980 1982–1984 1992–1995                     | [ 40 ] [ 41 ] [ 42 ]        |
| Leati Anoaʻi          | Sika                                                 | 1979–1980 1982–1984 1986–1988                     | [ 42 ] [ 43 ]               |
| Lloyd Anoaʻi          | Tahitian Savage Tahitian Warrior                     | 1993 1995–1996                                    | [ 44 ]                      |
| Matthew Anoaʻi †      | Rosey                                                | 1996 2001–2006                                    | [ 45 ] [ 46 ] [ 47 ]        |
| Rodney Anoaʻi †       | Yokozuna                                             | 1992–1997                                         | [ 48 ] [ 49 ]               |
| Samula Anoaʻi         | Sammy the Silk Samu Samula                           | 1983–1984 1992–1994 1995–1996                     | [ 40 ] [ 44 ] [ 50 ]        |
| William Ansor †       | Buddy Landel                                         | 1995–1996                                         |                             |
| Darrell Anthony       | TL Hopper Uncle Cletus                               | 1996–1997                                         | [ 51 ] [ 52 ]               |
| Jason Arhndt          | Joey Abs                                             | 1994–1998 1999–2001                               | [ 53 ]                      |
| Eric Arndt            | Enzo Amore                                           | 2012–2018                                         | [ 54 ]                      |
| Yoshihiro Asai        | Último Dragón                                        | 2003–2004                                         | [ 55 ] [ 56 ]               |
| Marcus Bagwell        | Buff Bagwell                                         | 2001                                              | [ 57 ] [ 58 ]               |
| Douglas Baker †       | The Ox Arkansas Ox Ox Baker                          | 1967 1980                                         | [ 59 ]                      |
| Roger Barnes          | "Rugged" Ronnie Garvin                               | 1988–1990                                         | [ 60 ]                      |
| Miroslav Barnyashev   | Rusev                                                | 2011-2020                                         |                             |
| Patrick Barrett       | Pat Barrett                                          | 1963 1975–1976                                    |                             |
| Robert Bartlett       | Rob Bartlett                                         | 1993                                              | [ 61 ]                      |
| Lyle Basham, Jr.      | Doug Basham                                          | 2002–2007                                         | [ 62 ] [ 63 ] [ 64 ] [ 65 ] |
| Nicole Bass†          | Nicole Bass                                          | 1999                                              | [ 66 ]                      |
| David Bautista, Jr.   | Batista                                              | 2002-2010 2014                                    |                             |
| Candice Beckman       | Candice Michelle                                     | 2004–2009                                         | [ 67 ]                      |
| Robert Bédard         | Rene Goulet                                          | 1971–1997                                         | [ 68 ]                      |
| James Bednarski       | Scott Putski                                         | 1997                                              | [ 52 ]                      |
| Józef Bednarski       | Ivan Putski                                          | 1976–1987                                         | [ 69 ]                      |
| Rodney Begnaud        | Redd Dogg Rodney Mack                                | 2002–2004 2006–2007                               | [ 62 ] [ 63 ] [ 70 ] [ 71 ] |
| Shelton Benjamin      | Shelton Benjamin                                     | 2000-2010                                         | [ 72 ]                      |
| Stuart Bennett        | Bad News Barrett King Barrett Wade Barrett           | 2006–2016                                         | [ 73 ]                      |
| Michael Bennett       | Mike Kanellis                                        | 2017-2020                                         |                             |
| Christopher Benoit ‡  | Chris Benoit                                         | 2000–2007‡                                        | [ 74 ] [ 75 ]               |
| Scott Bigelow †       | Bam Bam Bigelow                                      | 1987–1988 1992–1995                               | [ 76 ] [ 77 ]               |
| Thomas Billington     | Dynamite Kid                                         | 1982 1985–1988                                    | [ 78 ]                      |
| Adam Birch            | Joey Matthews Joey Mercury Joseph Mercury            | 2004-2007 2010-2017                               |                             |
| Paul Birchall         | Paul Burchill The Ripper                             | 2005-2010                                         | [ 79 ]                      |
| Eric Bischoff         | Eric Bischoff                                        | 2002–2007                                         | [ 80 ] [ 81 ]               |
| Steve Blackman        | Steve Blackman                                       | 1997–2002                                         | [ 82 ]                      |
| Brian Blair           | B. Brian Blair                                       | 1983–1988                                         | [ 83 ]                      |
| Tully Blanchard       | Tully Blanchard                                      | 1988–1989 2006                                    | [ 84 ]                      |
| Barbara Blank         | Kelly Kelly Kelly                                    | 2006–2012                                         | [ 85 ]                      |
| Frederick Blassie †   | "Classy" Freddie Blassie                             | 1964 1971 1973–2003                               | [ 86 ] [ 87 ]               |
| Richard Blood         | Ricky Steamboat The Dragon                           | 1985–1988 1991 2005–2014                          | [ 88 ]                      |
| Wayne Bloom           | Beau Beverly                                         | 1991–1993                                         | [ 89 ]                      |
| Nicholas Bockwinkel † | Nick Bockwinkel                                      | 1989                                              | [ 90 ]                      |
| Richard Bognar        | Fake Razor Ramon                                     | 1996–1997                                         | [ 91 ]                      |
| Terry Bollea          | Hollywood Hogan Hulk Hogan Mr. America               | 1979–1980 1983–1993 2002–2003 2005–2006 2014 2015 | [ 92 ]                      |
| Celeste Bonin         | Kaitlyn                                              | 2010–2014                                         | [ 93 ]                      |
| Cezar Bononi          | Cezar Bononi                                         | 2015-2020                                         |                             |
| Joseph Bonsignore     | Joey Styles                                          | 2005–2016                                         |                             |
| Steve Borden, Sr.     | Sting                                                | 2014–2016                                         |                             |
| Thomas Boric          | Kato Max Moon Paul Diamond                           | 1990–1993                                         | [ 94 ]                      |
| Wayde Bowles          | Rocky Johnson                                        | 1969 1983–1984 2003                               | [ 95 ]                      |
| Bradley Bradley       | Bradley Jay Jay Bradley Ryan Braddock                | 2005–2009                                         | [ 96 ] [ 97 ]               |
| Jeff Bradley          | Charlie Hunter                                       | 1993–1995                                         | [ 98 ] [ 99 ]               |
| Tom Brandi            | Salvatore Sincere Tom Brandi                         | 1996–1998                                         | [ 100 ] [ 101 ]             |
| Michael Brendli       | Mike Mondo Mikey                                     | 2005–2008                                         | [ 102 ] [ 103 ]             |
| Adolfo Bresciano †    | Dino Bravo                                           | 1977–1978 1986–1992                               | [ 104 ]                     |
| Sarah Bridges         | Sarah Logan                                          | 2014-2020                                         |                             |
| Matthew Brett         | Zack Ryder                                           | 2006-2020                                         |                             |
| Gino Brito            | Gino Brito Louis Cerdan                              | 1964–1969 1975–1976 1982                          |                             |
| April Brooks          | AJ AJ Lee                                            | 2009–2015                                         |                             |
| Phillip Brooks        | CM Punk                                              | 2005–2014                                         |                             |
| Monty Brown           | Marcus Cor Von Marquis Cor Von                       | 2006–2007                                         | [ 105 ] [ 106 ] [ 107 ]     |
| Joseph Bruce          | Violent J                                            | 1998                                              | [ 108 ]                     |
| Terry Brunk           | Sabu                                                 | 2006–2007                                         | [ 109 ] [ 110 ] [ 111 ]     |
| James Brunzell        | "Jumpin'" Jim Brunzell                               | 1985–1988 1991–1993                               | [ 112 ]                     |
| Michael Bucci         | Hollywood Nova Simon Dean                            | 2002–2007                                         | [ 113 ] [ 114 ]             |
| Barry Buchanan        | B-2 Bull Buchanan Recon                              | 1997–2003                                         | [ 115 ] [ 116 ] [ 117 ]     |
| Rebecca Budig         | Rebecca Budig                                        | 2000                                              | [ 118 ]                     |
| Alvin Burke, Jr.      | MVP Montel Vontavious Porter                         | 2006-2010                                         | [ 119 ]                     |
| Elijah Burke          | Elijah Burke                                         | 2004–2008                                         | [ 120 ] [ 121 ] [ 122 ]     |
| Nick Busick †         | Big Bully Busick Nick Busick                         | 1979 1991                                         | [ 123 ]                     |
| Ruben Cain            | Robert Gibson                                        | 1993 1998 2007                                    | [ 124 ] [ 125 ]             |
| William Calhoun †     | Haystacks Calhoun                                    | 1958 1964–1965 1968–1969 1973–1976 1978 1979      | [ 126 ]                     |
| Don Callis            | The Jackyl The General                               | 1997–1998                                         | [ 127 ] [ 128 ] [ 129 ]     |
| Christopher Candido † | Skip                                                 | 1995–1996 1997                                    | [ 130 ]                     |
| Mark Canterbury       | Henry O. Godwinn Mark Canterbury                     | 1994–1998 2006–2007                               | [ 131 ] [ 132 ]             |
| Matthew Cappotelli †  | Matt Cappotelli                                      | 2002–2009                                         | [ 133 ]                     |
| Anthony Carelli       | Santino Marella Santina Marella                      | 2005–2016                                         | [ 36 ]                      |
| Elizabeth Carolan     | Beth Phoenix                                         | 2004-2012                                         | [ 134 ]                     |
| Stacy Carter          | The Kat Miss Kitty                                   | 1999–2001                                         | [ 135 ] [ 136 ]             |
| Scott Casey           | Scott Casey                                          | 1987–1990                                         | [ 137 ]                     |
| David Cash            | Kid Kash David Jerchio                               | 1998 2005–2006                                    | [ 138 ] [ 139 ]             |
| Jesús Ortiz, Jr.      | Jesus Castillo                                       | 1997–1999                                         | [ 140 ]                     |
| Maurice Catarcio †    | The Matador                                          | 1957–1960                                         | [ 141 ]                     |
| Paul Centopani        | Paul Roma                                            | 1985–1991                                         | [ 142 ]                     |
| Christopher Chavis    | Tatanka                                              | 1991–1996 2005–2007                               | [ 143 ] [ 144 ] [ 145 ]     |
| Donna Christanello †  | Donna Christanello                                   | 1970–1974 1987                                    | [ 146 ]                     |
| Bryan Clark           | Adam Bomb Bryan Clark                                | 1993–1995 2001                                    | [ 6 ] [ 147 ]               |
| Allen Coage †         | Bad News Brown                                       | 1978–1979 1988–1990                               | [ 148 ]                     |
| Eldridge Coleman      | "Superstar" Billy Graham                             | 1975–1978 1982–1983 1986–1988 2004–2006           | [ 149 ] [ 150 ] [ 151 ]     |
| Randy Colley          | Moondog Hawkins Moondog Rex Demolition Smash         | 1980–1987                                         | [ 152 ] [ 153 ]             |
| Carlos Colón, Jr.     | Carlito Carlito Caribbean Cool                       | 2003-2010                                         | [ 154 ]                     |
| Edwin Colón           | Primo Colón                                          | 2008-2020                                         |                             |
| Orlando Colón         | Epico Colón                                          | 2010-2020                                         |                             |
| Scott Colton          | Chris Guy Colt Cabana Scotty Goldman                 | 2007–2009                                         | [ 155 ] [ 156 ]             |
| Clifford Compton      | Domino                                               | 2005–2008 2010                                    | [ 157 ] [ 158 ] [ 159 ]     |
| Accie Conner          | D'Lo Brown D-Lo Brown                                | 1995–2003 2008–2009                               | [ 160 ] [ 161 ] [ 162 ]     |
| Americo Constantino   | Rico                                                 | 1999–2004                                         | [ 163 ]                     |
| Robert Conway         | Rob Conway Robert Conway                             | 1998–2007                                         | [ 164 ] [ 165 ] [ 166 ]     |
| Mark Copani           | Muhammad Hassan                                      | 2003–2005                                         | [ 167 ] [ 168 ] [ 169 ]     |
| Adam Copeland         | Edge Conquistador Uno                                | 1997-2012                                         | [ 170 ]                     |
| James Cornette        | Jim Cornette                                         | 1993–2005                                         | [ 171 ] [ 172 ] [ 173 ]     |
| Robert Cortes         | Bobby Bold Eagle                                     | 1968                                              | [ 174 ]                     |
| Giacomo Costa †       | Al Costello                                          | 1960–1961 1963–1964 1967 1971–1972                | [ 175 ] [ 176 ]             |
| Natalie Coyle         | Eva Marie                                            | 2013–2017                                         | [ 177 ]                     |
| James Crookshanks     | J.C. Ice                                             | 1995–1997                                         | [ 178 ] [ 179 ]             |
| Ruben Cruz            | Ruben Ayala                                          | 1974–1975                                         | [ 180 ]                     |
| James Curtin          | Drake Maverick                                       | 2018-2020                                         |                             |
| Nicholas Cvjetkovich  | Kizarny Sinn Bowdee                                  | 2007–2009                                         | [ 181 ] [ 182 ]             |

| Nome da empresa no ano                                                                                 | Nome da empresa no ano |
| --- | ---------------------- |
| Capitol Wrestling Corporation                                                                          | 1952–1963              |
| World Wide Wrestling Federation                                                                        | 1963–1979              |
| World Wrestling Federation                                                                             | 1979–2002              |
| World Wrestling Entertainment                                                                          | 2002–2011              |
| WWE | 2011–presente          |
| Notas                                                                                                  |                        |
| 1 ↑ Afa Anoa'i foi liberado da WWE em 2009, depois de estar na folha de pagamento da empresa por anos. |                        |
| † ↑ Indica que eles já morreram.                                                                       |                        |
| ‡ ↑ Indica que eles morreram enquanto estavam empregados com a WWE.                                    |                        |